# Округ Њубери (Јужна Каролина)
Округ Њубери (енгл. Newberry County) је округ у америчкој савезној држави Јужна Каролина. По попису из 2010. године број становника је 37.508.

## Демографија
Према попису становништва из 2010. у округу је живело 37.508 становника, што је 1.400 (3,9%) становника више него 2000. године.
| Група             | 2000.          | 2010.          |
| Белци             | 22.270 (61,7%) | 22.690 (60,5%) |
| Афроамериканци    | 11.958 (33,1%) | 11.626 (31,0%) |
| Азијати           | 106 (0,3%)     | 122 (0,3%)     |
| Хиспаноамериканци | 1.533 (4,2%)   | 2.690 (7,2%)   |
| Укупно            | 36.108         | 37.508         |